# 애슐리 커밍스
애슐리 커밍스(영어: Ashleigh Cummings, 1992년 11월 11일 ~ )는 오스트레일리아의 배우이다.

## 출연 작품
- 롱 브라이트 리버 (2025)
- 더 골드핀치 (2019)
- 포크 파이 (2017)
- 사랑의 노예  (2016)
- 마이 마더 허 도터 (2013)
- 그렉스 퍼스트 데이  (2013)
- 스노우블라인드 (2013)
- 갤로어 (2013)
- 워 오브 투모로우 (2010)
- 홈 앤 어웨이 (1988)